# 墘溝
墘溝，原稱墘溪灣，是臺灣南投縣國姓鄉的一個傳統地域名稱，位於該鄉西北部。相較於今日行政區，其範圍大致包括乾溝村、大旗村西半部不含最北端、國姓村西北端北港溪西岸地區。

## 歷史
台灣清治末期至日治初期，墘溝地區為一街庄，稱為「墘溪灣庄」，隸屬於北港溪堡。該庄北與頭汴坑庄為鄰，東邊北段與水長流庄為鄰，東邊中段隔烏溪支流北港溪與內國姓庄為界，東南邊隔烏溪與柑仔林庄、龜仔頭庄為界，西南邊為雙冬庄，西邊為萬斗六庄、阿罩霧庄、車籠埔庄。
1901年（日治明治三十四年）11月，全台廢縣廳改設二十廳，該庄隸屬於南投廳。1903年（明治三十六年）6月，該庄編入「北港溪區」，隸屬於南投廳。1909年（明治四十二年）10月，合併二十廳為十二廳，北港溪區隸屬不變。1920年（大正九年），全台地方制度大改正，廢十二廳改設五州二廳，該庄改制並改名為「墘溝」大字，隸屬於臺中州能高郡國姓庄。
戰後國姓庄改制為霧峰鄉，隸屬於臺中縣，大字亦改制為村。1950年10月，中、彰、投分治，國姓鄉改隸屬南投縣。

## 聚落
本地區發展較早的聚落為墘溪灣（乾溝），在日治期初期的官方地圖上已有記載。此外，本地區尚有礁溪灣、糖廍、中坑、鹽土坑、梅子腳、半路店、大崎腳、棉仔園、鹿食水、黑樹林、番仔公館、竹坑口、旗洞、鹿塭、猴洞坑等聚落。

## 交通
省道台14線（中正路）為彰化至南投廬山的幹道，大致以南南西—北北東走向轉西南西—東北東走向轉北北西—南南東走向蜿蜒經過墘溝地區南部邊界外不遠處。由該道路向南南西轉西可前往草屯、芬園、彰化北部偏北的中庄子並止於省道台1線路口，向南南東轉東可前往埔里、仁愛（霧社）、廬山等地。
市道136號（中西巷）是臺中市龍井區至南投縣國姓鄉龜溝的道路，大致以北向南轉北北東—南南西走向再轉北向南再轉西向東再轉北向南蜿蜒經過本地區中部偏西地帶。由該道路向北轉西北西可前往太平、臺中市區、南屯、大肚東北部邊界地帶、龍井東部、沙鹿西南部、梧棲與龍井交界地帶並止於省道台17線路口，向南可前往龜子頭的龜溝並止於省道台14線路口。

## 學校
- 乾峰國小